# Nicholas Paul
Nicholas Paul (Gasparillo, 23 settembre 1998) è un pistard trinidadiano, specialista delle gare veloci.
Il 4 settembre 2019 a Cochabamba ha fatto segnare il record del mondo dei 200 metri lanciati, con il tempo di 9"100. Il 22 ottobre 2021 ha vinto la medaglia d'argento nel chilometro a cronometro ai Mondiali di Roubaix.

## Palmarès
- 2018

Giochi centramericani e caraibici, Velocità a squadre (con Kwesi Browne e Njisane Phillip)
Giochi centramericani e caraibici, Velocità
Giochi centramericani e caraibici, Chilometro a cronometro
Campionati panamericani, Velocità a squadre (con Keron Bramble, Kwesi Browne e Njisane Phillip)
- 2019

Giochi panamericani, Velocità a squadre (con Keron Bramble, Kwesi Browne e Njisane Phillip)
Giochi panamericani, Velocità
Campionati panamericani, Velocità a squadre (con Keron Bramble e Njisane Phillip)
Campionati panamericani, Velocità
- 2021

4-Bahnen Tournee Singen, Keirin
4ª prova Coppa delle Nazioni, Velocità (Cali)
4ª prova Coppa delle Nazioni, Keirin (Cali)
4ª prova Coppa delle Nazioni, Chilometro a cronometro (Cali)
- 2022

3ª prova Coppa delle Nazioni, Velocità (Cali)
3ª prova Coppa delle Nazioni, Keirin (Cali)
Giochi del Commonwealth, Keirin
Campionati panamericani, Velocità a squadre (con Kwesi Browne e Zion Pulido)
Campionati panamericani, Keirin
Campionati panamericani, Velocità

## Piazzamenti

### Competizioni mondiali
- Campionati del mondo

Pruszków 2019 - Velocità a squadre: 11º
Pruszków 2019 - Velocità: 7º
Berlino 2020 - Velocità: 10º
Roubaix 2021 - Keirin: 4º
Roubaix 2021 - Chilometro a cronometro: 2º
Roubaix 2021 - Velocità: 5º
Glasgow 2023 - Velocità: 2º
- Giochi olimpici

Tokyo 2020 - Velocità: 6º
Tokyo 2020 - Keirin: 12º

### Competizioni continentali
- Campionati panamericani

Couva 2017 - Velocità a squadre: 2º
Couva 2017 - Velocità: 9º
Aguascalientes 2018 - Velocità a squadre: vincitore
Aguascalientes 2018 - Keirin: 5º
Aguascalientes 2018 - Chilometro a cronometro: 3º
Aguascalientes 2018 - Velocità: 2º
Cochabamba 2019 - Velocità a squadre: vincitore
Cochabamba 2019 - Chilometro a cronometro: 4º
Cochabamba 2019 - Keirin: vincitore
Lima 2022 - Velocità a squadre: vincitore
Lima 2022 - Keirin: vincitore
Lima 2022 - Velocità: vincitore
- Giochi panamericani

Lima 2019 - Velocità a squadre: vincitore
Lima 2019 - Velocità: vincitore